# Мнішек (Люблінське воєводство)
Мнішек (пол. Mniszek) — село в Польщі, у гміні Госцерадув Красницького повіту Люблінського воєводства.
Населення — 372 особи (2011).
У 1975-1998 роках село належало до Тарнобжезького воєводства.

## Демографія
Демографічна структура станом на 31 березня 2011 року:
|          | Загалом | Допрацездатний вік | Працездатний вік | Постпрацездатний вік |
| -------- | ------- | ------------------ | ---------------- | -------------------- |
| Чоловіки | 179     | 47                 | 107              | 25                   |
| Жінки    | 193     | 49                 | 89               | 55                   |
| Разом    | 372     | 96                 | 196              | 80                   |